# Kepler-5b
Kepler-5b es uno de los primeros 5 exoplanetas descubiertos por la Misión Kepler, y tiene un período orbital de unos 3,5 días.